# Saw
Saw is een Amerikaanse horrorthriller van regisseur James Wan en scenarioschrijver Leigh Whannell uit 2004 dat een niet-lineair verhaal over de Jigsaw-seriemoordenaar vertelt. Jigsaw stelt de levenswil van zijn slachtoffers op de proef met zijn dodelijke spelletjes, waarbij de slachtoffers grote fysieke en/of psychische pijn moeten doorstaan. Twee van zijn slachtoffers ontwaken in een grote, vervallen badkamer en ze worden gemanipuleerd om elkaar te wantrouwen en te willen vermoorden.
James Wan en Leigh Whannell schreven samen het verhaal en maakten een korte film om producers te interesseren voor het script. Producent Gregg Hoffman werd enthousiast van de gelijknamige negenenhalve minuut durende, low-budget, korte film. De film werd voor het eerst vertoond op het Sundance Film Festival in januari 2004. Het succes leidde tot veel vervolgfilms in de langlopende Saw-filmreeks.

## Verhaal
Fotograaf Adam ontwaakt met zijn enkel aan een verwarmingsbuis geketend in een oude badkuip. Aan de andere kant van de vervallen douche- en toiletruimte zit de eveneens vastgeketende oncoloog dr. Lawrence Gordon. In het midden van de ruimte ligt een dode man in een plas bloed. Beiden vinden ze een cassettebandje in hun broekzak. Bij de dode man ligt een cassettespeler die ze bemachtigen. Adam wordt aangespoord te blijven leven en dr. Lawrence Gordon moet Adam voor zes uur doden, anders worden zijn gegijzelde vrouw Alison en dochter Diana vermoord. Samen zoeken ze naar een andere oplossing om te ontsnappen. Ze vinden twee zagen, maar die blijken niet sterk genoeg te zijn om de kettingen door te zagen. Bij dr. Gordon valt het kwartje en hij beseft dat de ontvoerder wil dat ze een voet afzagen. Dan herinnert hij zich een soortgelijke moord, waarbij hijzelf de verdachte was en concludeert dat dit een van Jigsaw's zogenoemde 'games' moet zijn.
Vijf maanden eerder werd Gordon ondervraagd door rechercheurs David Tapp en Steven Sing, die zijn zaklamp vonden op de plaats van een van Jigsaw's games. Dr. Gordons alibi pleitte hem vrij, maar hij stemde ermee om de zaak van heroïneverslaafde Amanda Young te bekijken. Zij is de enige bekende overlevende van een van Jigsaw's vallen en werd gedwongen een man te doden om een sleutel in zijn ingewanden te bemachtigen waarmee ze zichzelf kon bevrijden. De rechercheurs vinden het magazijn van Jigsaw met behulp van de videoband van Amanda's spel. Ze arresteren Jigsaw en redden een man uit een val, maar Jigsaw verwondt Tapp en ontsnapt. Sing achtervolgt Jigsaw door een gang waar hij per ongeluk een jachtgeweerval activeert en wordt gedood.
In het heden worden Alison en Diana gevangen gehouden in hun appartement, terwijl hun ontvoerder Adam en Gordon door een verborgen camera in de gaten houdt. Het huis wordt tegelijkertijd in de gaten gehouden door Tapp, die na de dood van Sing ontslagen werd en geobsedeerd raakte door de Jigsaw-moorden. Hij is ervan overtuigd dat Gordon de moordenaar is. Ondertussen vindt Gordon een doos met daarin twee sigaretten, een aansteker en een mobiele telefoon die alleen inkomende oproepen kan ontvangen. Een instructie vertelt hem dat hij een sigaret kan vergiftigen door het in het vergiftigde bloed op de grond te dopen en die aan Adam kan aanbieden om het vermoorden. Hij geeft Adam een sigaret en instrueert hem dat hij moet doen alsof hij doodgaat. Jigsaw geeft Adam een stroomschok en het plan mislukt. Dr. Gordon vertelt dat hij in een parkeergarage is ontvoerd door een figuur met een varkensmasker. Adam herinnert zich zijn eigen ontvoering: hij kwam thuis en vond een pop in zijn donkere kamer, waar hij foto's van dr. Gordon opsloeg.
Alison, die onder schot wordt gehouden, belt haar man en waarschuwt hem dat hij Adam niet moet geloven. Adam bekent dat hij door Tapp is betaald om hem te bespioneren en onthult dat hij weet van Gordons affaire met een van zijn medische studenten, die hij op de avond dat hij werd ontvoerd had bezocht. Dr. Gordon leidt hieruit af dat de affaire de reden is waarom hij wordt getest. Adam vindt een foto van de ontvoerder van Alison en Diana, die dr. Gordon herkent als ziekenhuisverpleger Zep Hindle.
Als Zepp om zes uur ziet dat Adam nog steeds niet vermoord is, gaat hij Alison en Diana vermoorden. Alison heef zichzelf echter bevrijd en vecht terug. De strijd trekt de aandacht van Tapp. Hij redt Alison en Diana en achtervolgt Zep naar het riool, waar hij na een kort gevecht in de borst wordt geschoten. Dr. Gordon, die zich alleen bewust is van de geweerschoten en het geschreeuw, is geschokt en verliest het bereik van de mobiele telefoon. Wanhopig zaagt hij zijn voet af en schiet Adam neer met de revolver van het lijk. Zep gaat de badkamer binnen om Gordon te vermoorden, maar Adam, die het schot heeft overleefd, knuppelt hem dood met een deksel van een toilettank. Dr. Gordon kruipt de badkamer uit om hulp te zoeken, terwijl Adam in Zeps lichaam naar een sleutel zoekt. Hij vindt nog een tape, waaruit blijkt dat Zep het zoveelste slachtoffer van Jigsaw was. Hij volgde de regels om een tegengif te krijgen voor een langzaam werkend gif in zijn lichaam.
Het lijk in de kamer staat op en blijkt John Kramer te zijn, de echte Jigsaw. Hij vertelt Adam dat de sleutel van zijn enkelketting in de badkuip lag; het ging door de afvoer toen Adam voor het eerst wakker werd en het water liet weglopen. Geschokt probeert Adam John neer te schieten met Zeps pistool, maar John geeft hem een elektrische schok via zijn ketting en verlaat de badkamer voordat hij de deur verzegelt, waardoor Adam in de duisternis schreeuwend achterblijft...

## Rolverdeling
| Acteur                | Personage            |
| --------------------- | -------------------- |
| Cary Elwes            | Dr. Lawrence Gordon  |
| Leigh Whannell        | Adam Stanheight      |
| Makenzie Vega         | Diana Gordon         |
| Monica Potter         | Alison Gordon        |
| Mike Butters          | Paul Leahy           |
| Paul Gutrecht         | Mark Wilson          |
| Ned Bellamy           | Jeff Ridenhour       |
| Alexandra Bokyun Chun | Carla                |
| Shawnee Smith         | Amanda               |
| Tobin Bell            | John Kramer / Jigsaw |

## Ontvangst
Saw werd uitgebracht op 19 januari 2004 en werd door het publiek gemengd ontvangen. Op Rotten Tomatoes heeft de film een score van 51% op basis van 188 beoordelingen. Metacritic komt op een score van 46/100, gebaseerd op 32 beoordelingen. In 2005 werd een vervolgfilm uitgebracht onder de naam Saw II.